# 肯·卡爾沃特
肯·卡爾沃特（英語：Ken Calvert；1953年6月8日—）是美国的一位政治人物。自2013年開始，他是加利福尼亞州第42選舉區選出的聯邦眾議員。他在1993年首次就任眾議員，之前他曾是加利福尼亞州第44選區和第43選區的議員。他的黨籍是共和黨。